# Călibilitatea oțelurilor
Călibilitatea oțelurilor este definită ca o caracteristică tehnologică de tratament termic descrisă prin două mărimi:
a) capacitatea de călire, exprimată prin duritatea maximă care se poate obține prin călire în cazul oțelului respectiv;
b) adâncimea de călire care reprezintă capacitatea materialului de a forma un strat călit, cu structură martensitică sau semimartensitică, pe o anumită adâncime.
Duritatea maximă ce se obține prin călire la martensită depinde de conținutul de carbon al austenitei, elementele de aliere dizolvate în aceasta influențând în mică măsură. Călibilitatea este influențată de conținutul de carbon și de dimensiunea grăunților de austenită.
Adâncimea de călire este determinată de valoarea vitezei critice de călire vcr, aceasta      .depinzând de tipul oțelului, de forma și dimensiunile piesei, de mediul de răcire. Dacă viteza reală de răcire în centrul piesei este mai mare decât viteza critică de călire, oțelul capătă o structură martensitică pe întreaga secțiune și adâncimea de călire este totală. Dacă viteza reală de răcire în miez este mai mică decât viteza critică, atunci adâncimea de călire este parțială.

## Alți factori de influență
Călibilitatea oțelurilor depinde și de mediul de răcire utilizat pentru călire, care influențează viteza de răcire, din cauza  conductivității termice  și datorită capacității termice masice a mediului de răcire. Medii de răcire cum sunt băi de săruri și apa răcesc oțelurile mult mai rapid decât uleiul mineral sau aerul.

## Determinarea experimentală a călibilității
Testarea experimentală a călibilității se face prin metoda răcirii frontale a unei epruvete cilindrice (metoda Jominy), descrisă în standardul SR EN ISO 642:2001.
Metoda constă în încălzirea unei epruvete cilindrice cu diametrul de 25 mm și lungimea de 100 mm la temperatura de călire corespunzătoare mărcii de oțel cercetate, urmată de răcire cu jet de apă la unul din capete în condiții prescrise. Epruveta din oțel este supusă în prealabil unui tratament termic de normalizare.
Suprafața frontală care vine în contact cu jetul de apă se șlefuiește cu hârtie abrazivă. După răcire, care durează circa 10 min epruveta este scoasă din dispozitiv și se rectifică pe două generatoare pe o adâncime de 0,5 mm. Pe aceste suprafețe se determină duritatea HRC (Rockwell scara C) în lungul barei în puncte distanțate la 1,5 mm unul de altul. Valorile sunt înscrise pe o diagramă ce reprezintă curba de călibilitate în coordontele HRC - distanța de la capătul răcit frontal.
Determinarea experimentală a călibilității a fost inventată de Walter E. Jominy (1893-1976) și A. L. Boegehold, metalurgiști în Laboratoarele de Cercetare ale General Motors Comp.